# 엑슨발데즈
|                |                                     |
| 배 경력        |                                     |
| 발주           |                                     |
| 기공           | 1985년7월 29일                      |
| 진수           | 1986년10월 14일                     |
| 취역           | 1986년12월 11일                     |
| 퇴역           |                                     |
| 그 후          | 운용 중                             |
| 주요 요록      |                                     |
| 총 톤수        | 110,831t                            |
| 재화 중량 톤수 | 211,469t(롱 톤) 214,862t(메트릭 톤) |
| 길이           | 300.84 m(987 ft)                    |
| 전폭           | 50.6 m(166 ft)                      |
| 깊이           | 26.8 m                              |
| 흘수           | 19.66 m(64.5 ft)                    |
| 주기           | 디젤                                |
| 출력           | 31,650힘                            |
| 항해 속력      | 16.25노트(30 km/h)                  |
| 최고 속력      |                                     |
| 적재량         | 원유 148만배럴(235,000 m³)          |
| 승무원         | 21명                                |

엑슨 발데즈(Exxon Valdez)는 엑슨소유하는 석유 운반선. 엑손 바른 디즈는 1989년 3월 24일에 선장 조지프 헤이젤 우드가 지휘하는 가운데 알래스카주의 프린스 윌리엄 왕에 좌초해 1,100만 갤런 (24만배럴) 원유를 유출시켰다. (엑슨발데즈 원유 유출 사고). 이는 사상 최대의 생태학적 재해 중의 1개로 기록됐다.

## 선박 이력
엑슨 발데즈는 캘리포니아주 샌디에이고의 내셔널 스틸 앤 십 빌딩 사에 의해 창건되었으나 1986년 엑슨 모빌에 인도됐다. 엑슨 발데즈는 알래스카주 아리에스카·컨소시엄사의 파이프 라인·터미널에서 원유를 수송하기 위해 사용되고 있었다. 사고 발생 시 엑손 바른 디즈는 5,300만 갤런의 기름을 탑재했다.
사고 후 엑손 바른 디즈는 샌디에이고를 견인되어 7월 10일에 도착했다. 수리는 견인 중인 6월 30일부터 개시되었다. 약 1,600t의 강재가 1989년 7월 중에 떼어 내고 교환된. 배 수리는 3,000만달러가 소요됐다.
수리 후, 바른 디즈는 시·리우아ー, 메디 토레니앙(Sea River Mediterranean)로 개명하고 그 후S/R메디 토레니앙과 단축, 최종적으로 선명은 메디 토레니앙(Mediterranean)가 되었다. 엑손은 배를 알래스카의 원유 수송에 사용하려 했으나 법률에 따라 프린스 윌리엄 만으로 들어가는 것을 금지했다.

## 픽션에서의 등장
케빈 코스나가 주연한 1995년의 SF영화 『워터 월드』은지구 온난화에 의해북극및남극의 얼음이 녹으면서 모든 육지가 수몰된 가까운 미래를 그렸고 엑손 발데즈가 악역인 스모 커스 한 가닥의 거점으로서 등장한다. 선내에는 헤이젤 우드 선장의 초상화가 장식되어 스모 커스 일당은 그를 "세인트·조"라고 불러 신격화했다.